# 33902 Ingoldsby
33902 Ingoldsby è un asteroide della fascia principale. Scoperto nel 2000, presenta un'orbita caratterizzata da un semiasse maggiore pari a 2,3016249 au e da un'eccentricità di 0,1073139, inclinata di 4,14134° rispetto all'eclittica.